# Музей історії ІНМ ім. В. М. Бакуля
Музей історії Інституту надтвердих матеріалів імені В. М. Бакуля присвячений історії розвитку Інституту надтвердих матеріалів НАН України. Створено з ініціативи першого директора В. М. Бакуля у 1966 році.

## Експозиція
В експозиції музею представлені розділи про історію організації та розвиток інституту як центру створення та промислового використання алмазів, синтезованих в апаратах при впливі високих тисків і температур та інших надтвердих матеріалів. Представлена частина кабінету першого директора інституту В. М. Бакуля. Також створено спеціальну експозицію, присвячену директору інституту, академіку НАН України М. В. Новикову.
У фонді музею представлено близько тисячі експонатів про діяльність інституту, у тому числі: перші 2 тисячі карат синтетичних алмазів, різноманітні види алмазних та твердосплавних інструментів, макети, стенди, планшети, дипломи, грамоти, кубки, подарунки та сувеніри гостей та співробітників інституту.
У музеї можна переглянути виставку, де представлені теоретичні та практичні результати наукової діяльності інституту за роки від дня його організації у 1961 році.

## Картотеки музею
- список нагороджених за промисловий випуск синтетичних алмазів;
- список нагороджених державними преміями у галузі науки та техніки СРСР, УРСР, України, преміями НАН України;
- список нагороджених за успіхи під час виконання урядових завдань;
- список почесних гостей;
- список публікацій про інститут у пресі за роки його роботи

## Екскурсія по території
На території інституту можна оглянути парк скульптур, а також особняк Ксаверія Браницького початку ХХ століття.